# Joseph Blackmore
Joseph Blackmore (* 23. Februar 2003 in Sidcup) ist ein britischer Radrennfahrer aus England.

## Sportliche Laufbahn
Seine Herkunft im Radsport hat Blackmore im Gelände: bis 2023 nahm er regelmäßig am Weltcup und an internationalen Meisterschaften im Cyclocross und Mountainbikesport teil. 2022 starte er für England bei den Commonwealth Games 2022 im Cross-Country und belegte den fünften Platz. 2023 wurde er britischer U23-Meister sowohl im Cyclocross als auch im Cross-Country sowie britischer Meister im Gravelrennen in der Elite. Bei den Cyclocross-Weltmeisterschaften 2023 gewann er mit der britischen Staffel die Silbermedaille.
In der Saison 2023 starte Blackmore mit der britischen Nationalmannschaft mehrfach bei Straßenrennen. Unter anderem erzielte er bei der Tour du Rwanda einen zweiten Etappenrang und Platz sechs in der Gesamtwertung.
Zur Saison 2024 wurde er Mitglied in der Israel Premier Tech Academy, einem UCI Continental Team. Bei der Tour du Rwanda 2024 wurde er für das UCI ProTeam von Israel-Premier Tech eingesetzt und erzielte mit zwei Etappenerfolgen und dem Gewinn der Gesamtwertung auf Anhieb seine ersten Siege in internationalen Straßenrennen. Kurz darauf sicherte er sich auch den Gesamtsieg bei der Tour de Taiwan. Nachdem er mit dem Circuit des Ardennes auch seine dritte Rundfahrt des Jahres gewann und sich dabei eine Etappe, die Punkte- und Nachwuchswertung sicherte, ging Blackmore beim Pfeil von Brabant für das UCI ProTeam Israel-Premier Tech an den Start. Im Finale des Rennens schaffte er den Sprung in die Spitzengruppe und fuhr im Anschluss den Sprint für seinen Teamkollegen Dylan Teuns an, der Zweiter wurde, während Blackmore trotz seiner Vorarbeit den vierten Platz belegte. Drei Tage später gewann Joseph Blackmore die U23-Austragung von Lüttich–Bastogne–Lüttich. Unmittelbar nach seinen Erfolgen wurde Blackmore Anfang Mai in das UCI ProTeam von Israel-Premier Tech übernommen, wo er den durch das Karriereende von Rick Zabel frei gewordenen Platz einnahm. Im August sicherte er sich im Trikot der Nationalmannschaft den Sieg bei der Tour de l’Avenir.
Im Jahr 2025 setzte er sich als Gesamtvierter in der Punktewertung der Tour des Alpes-Maritimes durch.

## Erfolge

### MTB
2023
- Britischer Meister – Cross-Country XCO (U23)

### Cyclocross
2023
- Britischer Meister (U23)
- Weltmeisterschaften – Staffel

### Gravel
2023
- Britischer Meister

### Straße
2024
- Gesamtwertung und zwei Etappen Tour du Rwanda
- Gesamtwertung Tour de Taiwan
- Gesamtwertung, Nachwuchswertung, Punktewertung und eine Etappe Circuit des Ardennes
- Lüttich–Bastogne–Lüttich U23
- Gesamtwertung, eine Etappe und Punktewertung Tour de l’Avenir

2025
- Punktewertung Tour des Alpes-Maritimes

## Grand Tour-Platzierungen
| Grand Tour            | 2025 |
| --------------------- | ---- |
| Giro d’ItaliaGiro     | –    |
| Tour de FranceTour    | 48   |
| Vuelta a EspañaVuelta | …    |